# Atli Danielsen
Atli Danielsen (ur. 15 sierpnia 1983) – farerski piłkarz grający w KÍ Klaksvík na pozycji obrońcy. Występuje także w reprezentacji swego kraju.

## Kariera zawodowa
Danielsen zaczął swą karierę w 2000 roku, gdy miał 17 lat, jako piłkarz pierwszoligowego, farerskiego zespołu KÍ Klaksvík. Przez sześć lat rozegrał tam około 130 meczów. W swoim ostatnim sezonie zdobył siedem bramek w rozgrywkach ligowych i jedną w finale Pucharu Wysp Owczych 2006, przegranym przez zespół z Klaksvík 2-1. Kiedy Danielsen stał się stałym zawodnikiem reprezentacji swego kraju został wypożyczony w 2005 roku do norweskiego klubu Sogndal Fotball (Adeccoligaen) na dwa spotkania, gdzie nie zdobył żadnej bramki.
Danielsenem zainteresował się drugoligowy, duński klub BK Frem z Kopenhagi, w którym zawodnik zaczął grać od 2007 roku. Zadebiutował w meczu z SønderjyskE Fodbold, gdzie nie padła żadna bramka. Od tamtego czasu rozegrał 26 spotkań, z których 13 zakończyło się zwycięstwem zespołu i strzelił dwa gole. Następnie grał w KÍ Klaksvík, FC Roskilde i B36 Tórshavn, a w 2013 ponownie trafił do KÍ Klaksvík.

## Kariera reprezentacyjna
Atli Danielsen rozpoczął grę w drużynie reprezentacji swego kraju w 2003 roku, po raz pierwszy pojawił się 29 kwietnia w trakcie wygranego 2-1 towarzyskiego meczu z Kazachstanem, kiedy zastąpił Hansa Hansena. Wystąpił dotąd w kadrze 24 razy i nie zdobył żadnej bramki.